# Йоона Пугакка
Йоона Пугакка (фін. Joona Puhakka; нар. 23 червня 1982, Керава, Уусімаа, Нюландська губернія, Фінляндія) — фінський стрибун у воду.
Учасник Олімпійських Ігор 2000, 2004, 2008 років.
Призер Чемпіонату світу з водних видів спорту 2003 року.
Чемпіон Європи з водних видів спорту 2004, 2006 років, призер 2000, 2008 років.